# Transmisión hidráulica de potencia

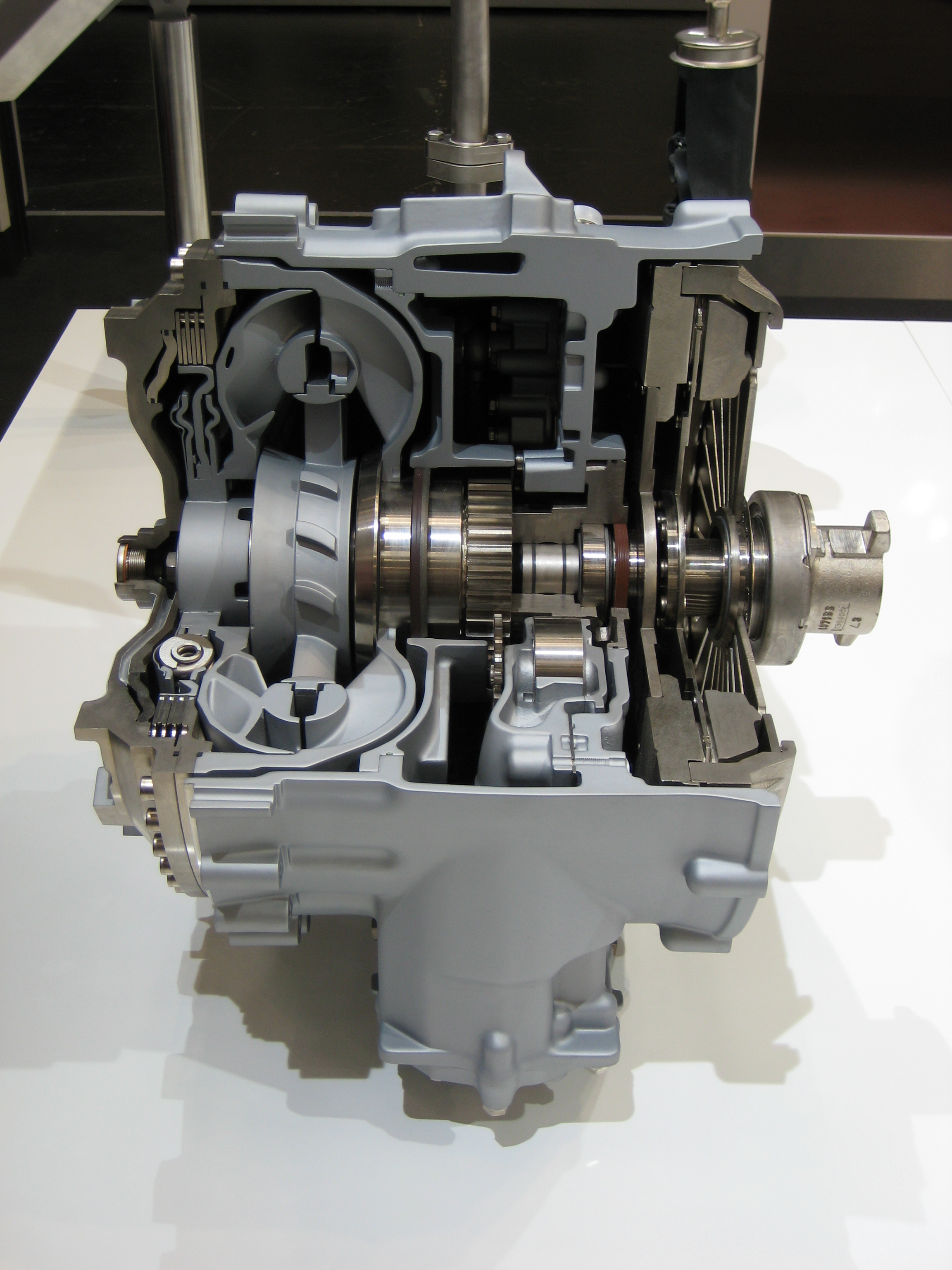
Accionamiento hidromecánico formado por un convertidor hidrodinámico y un embrague de varias placas

La transmisión hidráulica de potencia es la denominación de un dispositivo utilizado para trasladar el par motor desde una fuente primaria a un elemento de salida mediante un fluido que se utiliza como medio de transmisión. El sistema puede modificar o no el par transmitido.

## Hidrodinámica frente a hidrostática
Las transmisiones hidráulicas se dividen en dos grupos básicos:
- Hidrodinámicas, que funcionan con un gran flujo de fluido a baja presión
- Hidrostáticas, que funcionan con una presión muy alta y un flujo de fluido bajo, lo que permite la separación espacial de los elementos de accionamiento primarios y de salida

## Accionamientos hidrostáticos
La transmisión hidrostática consiste en una bomba, mangueras o tuberías de conexión y uno o más motores hidráulicos. Tanto los motores como las bombas tienen un diseño muy similar con los pistones axiales o radiales. La parte controlable de la unidad suele ser una bomba, el motor suele funcionar con un flujo constante de fluido por vuelta. En la disposición axial de los pistones, los pistones se comprimen mediante una placa corredera giratoria con inclinación variable o constante o una placa corredera perpendicular al eje con una inclinación variable entre el eje y el cuerpo del pistón. También es posible disponer los pistones en serie. cambia la cantidad de fluido que fluye y, por tanto, la relación de velocidad entre la entrada y la salida de la unidad. Cambiar la entrada y salida del motor hidráulico cambia el sentido de giro.

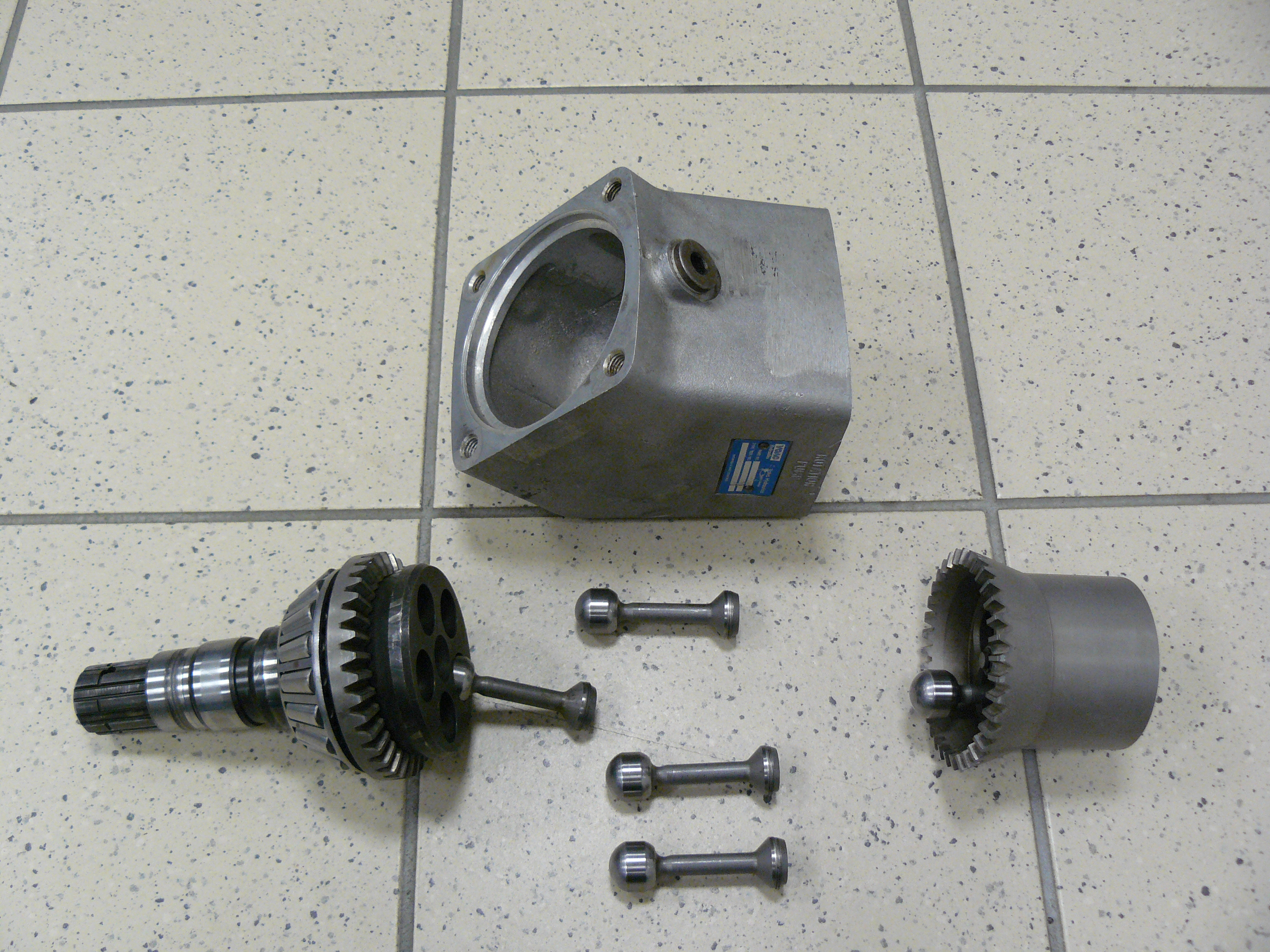
Bomba con pistones axiales
Animación de una bomba con una disposición axial de pistones
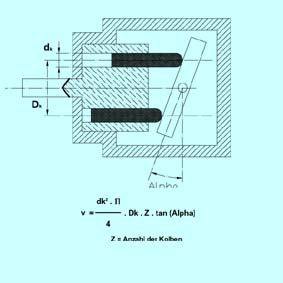
Sección de una bomba con pistones axiales
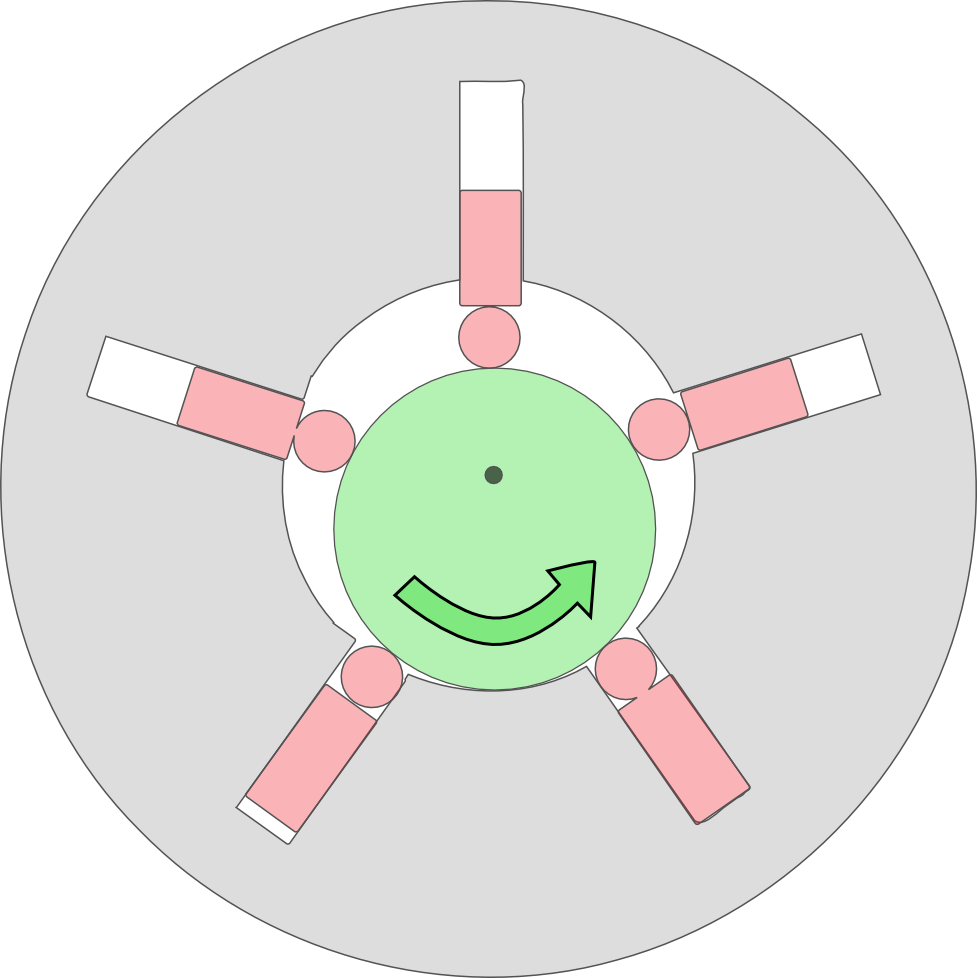
Bomba con pistones radiales

## Unidades hidrodinámicas

### Embrague hidrodinámico

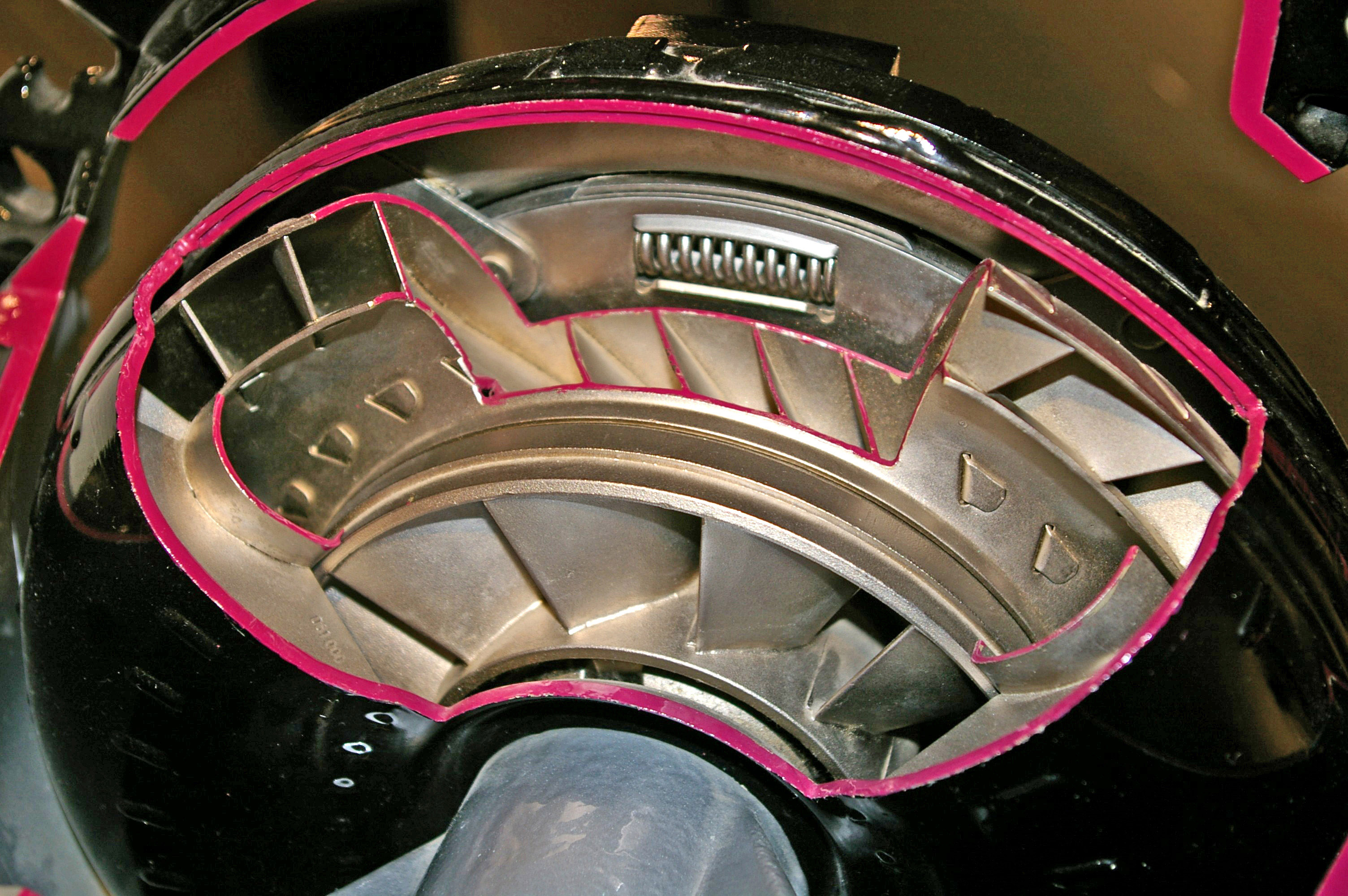
Conversor hidrodinámico en sección - Porsche-Museum Stuttgart

Los acoplamientos hidrodinámicos requieren una conexión muy estrecha entre la bomba y la turbina en un cuerpo común. El fluido es extraído por la bomba y lanzado contra las palas de las ruedas de la turbina. Las dos ruedas son prácticamente idénticas. El embrague hidráulico no aumenta el par de salida, su eficiencia suele ser alrededor de los 90%. El resto de energía se transforma en calor.

### Conversor hidrodinámico
El convertidor hidrodinámico se diferencia del embrague hidrodinámico por la adición de otra rueda, el reactor. El movimiento del fluido que sale de la turbina se puede descomponer en dos componentes: radial (dada la inercia de la masa) y tangencial (dada la velocidad de la turbina). El reactor cambia la dirección del componente tangencial del movimiento hacia la turbina. Así, el líquido entra de nuevo en la turbina, pero ya con parte de la energía cinética inicial. Con esta disposición, el par (y la velocidad de salida) se pueden aumentar hasta cinco veces. Si la velocidad de salida se acerca a la velocidad de entrada, la eficiencia del convertidor disminuye bruscamente. Por lo tanto, a menudo se utiliza un puente mecánico para transmitir la potencia a bajas revoluciones con el fin de evitar este problema del conversor.

## Uso

### Vehículos de carretera
Los convertidores hidrodinámicos se utilizan principalmente conjuntamente con el cambio automático, especialmente en vehículos comerciales. La primera prueba de un coche de pasajeros con un convertidor hidrodinámico fue realizada por Hermann Föttinger en 1931.

#### Accionamientos hidrostáticos
Las unidades hidrostáticas utilizan principalmente para accionamientos auxiliares con poca potencia o para accionar máquinas de construcción, donde se utiliza la posibilidad de separar el motor y el elemento de potencia.

#### Transmisión hidrodinámica
La transmisión hidrodinámica de potencia se utiliza en transmisiones automáticas, en forma de embragues y convertidores hidrodinámicos. También hay unidades mixtas hidromecánicas, como el convertidor diferencial Voith (Diwa-Differenzialwandlergetriebe) de Voith, en el que una parte de la potencia se transmite directamente y otra a través del convertidor en función de la velocidad y la diferencia de potencia.

#### Retardador
En los autobuses y otros vehículos comerciales pesados, el retardador se utiliza como freno (casi) libre de desgaste y, al mismo tiempo, como un segundo sistema de frenado independiente que aumenta la seguridad operativa. Un retardador es una forma especial de convertidor donde se frenan las ruedas de la turbina y se convierte toda la energía en calor. Esto requiere un dispositivo auxiliar para enfriar el fluido.

### Material rodante

#### Locomotoras

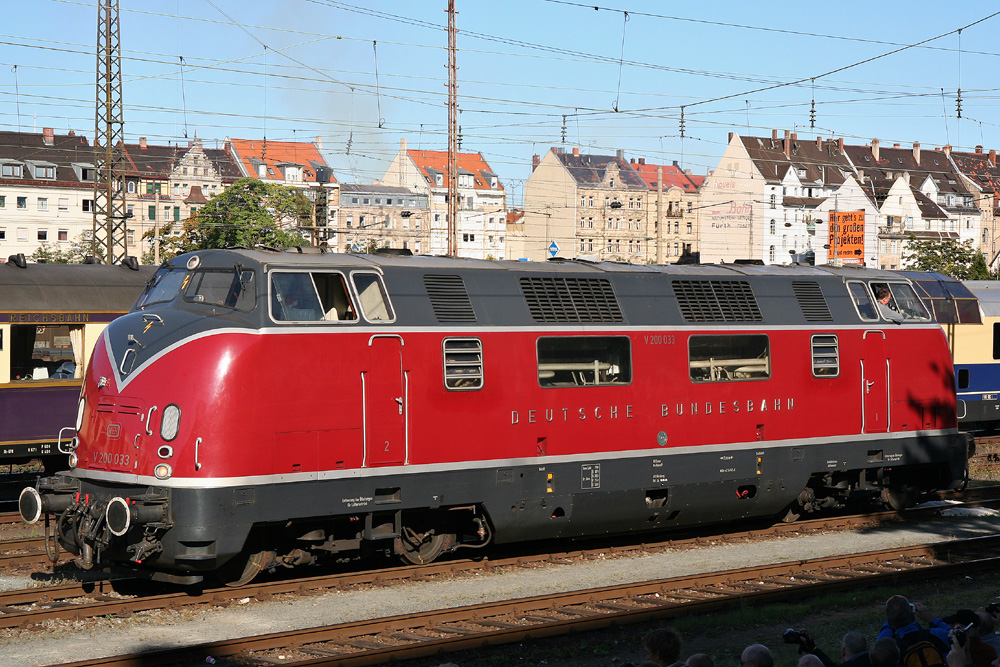
V 200 DB

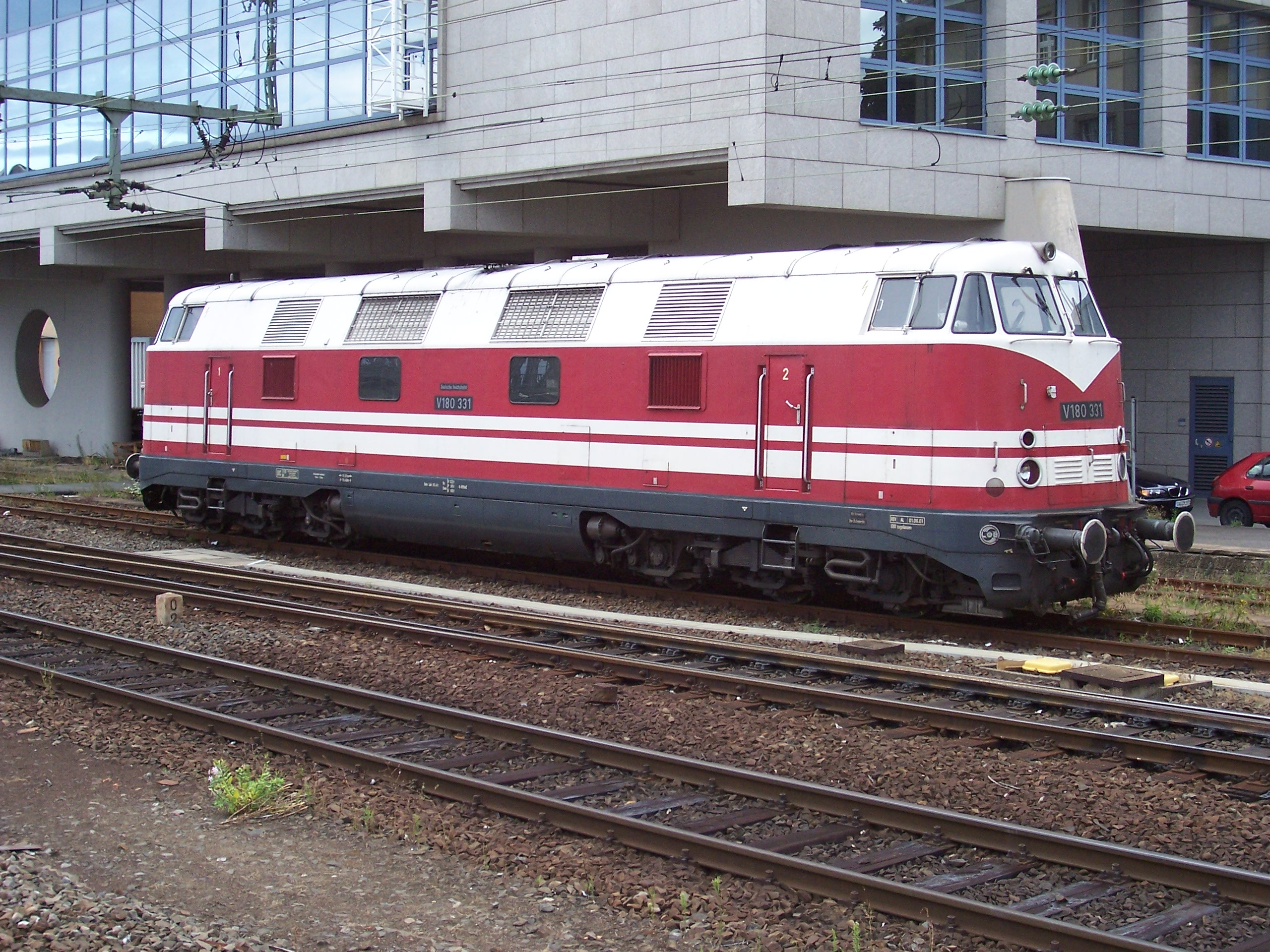
V 180 DR

La transmisión hidrodinámica de potencia se utiliza en locomotoras diésel, coches y unidades de todas las categorías de potencia, en vehículos con turbina de combustión e incluso en las locomotoras eléctricas ÖBB 1067. Es una alternativa más barata y ligera en la transmisión de energía eléctrica, pero con una eficiencia inferior. Ambas transmisiones de potencia se utilizan principalmente para vehículos de mayor potencia. A diferencia de la transmisión mecánica de potencia, permiten obtener fuerzas de tracción elevadas al arrancar sin utilizar un embrague de fricción, es decir, componentes sujetos a un desgaste proporcional a la cantidad de pérdida de potencia. En el material móvil ferroviario, las cajas de cambios hidrodinámicas con convertidores múltiples o con una combinación de convertidores y embragues que se utilizan para aumentar la eficiencia de la transmisión, y que se llenan y vacían gradualmente de fluido a medida que aumenta la velocidad del vehículo.
La transmisión hidrodinámica de potencia en el ferrocarril se utilizó por primera vez en Alemania durante la reconstrucción del Rail Zeppelin en 1932. Durante la posguerra, esta transmisión se utilizó en las locomotoras DB series V 200, 216, 218 y DR series 106, 110, 118 y 119. Los ferrocarriles estatales checoslovacos aplicaron la transmisión hidrodinámica principalmente en los automotores de la series M 286.0 y 1 y M 296.1 y 2 (respectivamente, ahora 854). Las locomotoras con transmisión hidrodinámica no tuvieron demasiado éxito (solo se mantuvo después en las series T 334.0 y T 444.0 y 1).
Para salidas de potencia más bajas, a veces se utiliza la llamada transmisión de potencia hidromecánica, lo que quiere decir que la caja de cambios contiene un único convertidor y que las marchas se desplazan mecánicamente. Esta transmisión de potencia es utilizada, por ejemplo, por los automotores r.810, incluso a la versión actualizada de la serie 814. Un ejemplo de un uso poco común de esta transmisión para gran potencia es una parte de las locomotoras r. IN 200 equipadas con una caja de cambios Mekydro hidromecánica de cuatro velocidades.

#### Freno hidrodinámico
En el campo del material móvil, se puede encontrar el denominado freno hidrodinámico (H-Bremse en Alemania). La construcción es mucho más robusta que para los vehículos de carretera y el tamaño de los radiadores debe corresponder a la potencia de frenado. Los frenos hidrodinámicos equipan por ejemplo las locomotoras DB serie 218 y los automotores r. 612.

#### Transmisión de potencia hidrostática
Normalmente no se utiliza para la tracción de material rodante, pero se utiliza a menudo para accionamientos auxiliares: ventiladores, compresores, incluso para locomotoras con transmisión de energía eléctrica.